# Гомосексуальна субкультура

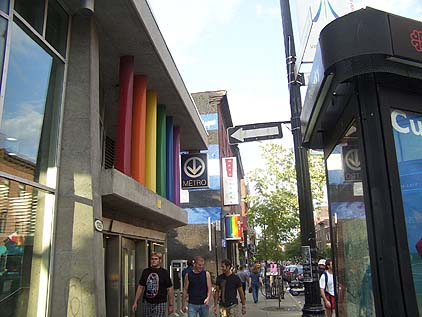
Райдужний декор станції Бодрі монреальського метро в гей-кварталі Ле Віляж

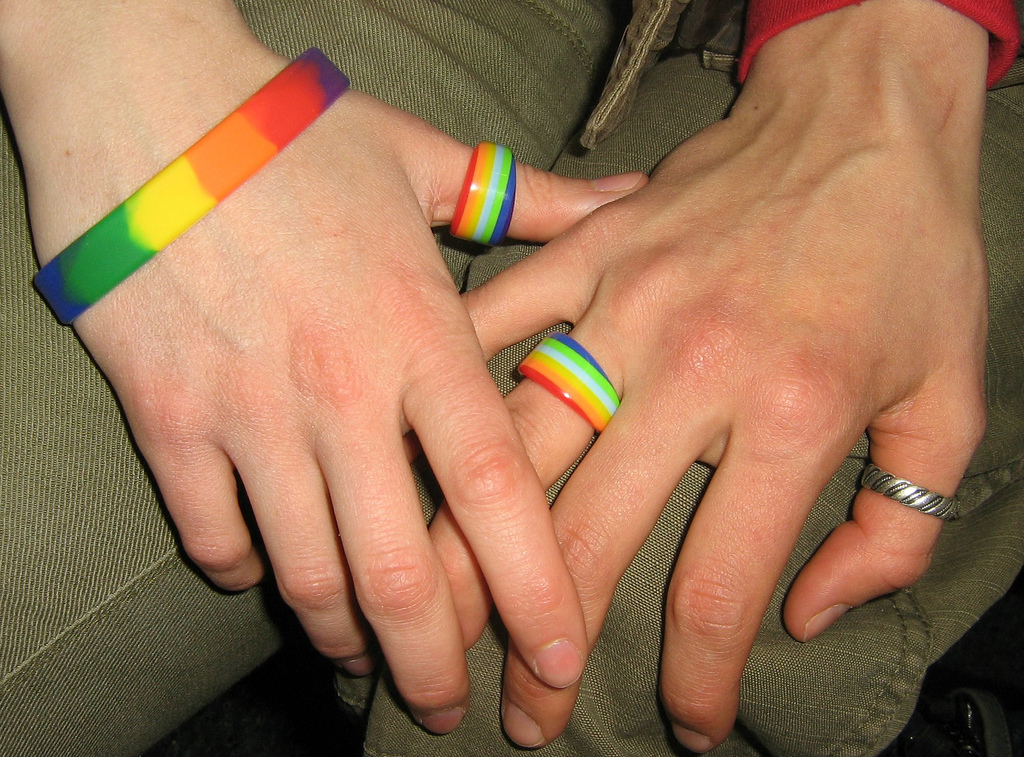
Райдужна символіка – спосіб самовираження приналежності до гомосексуальної субкультури

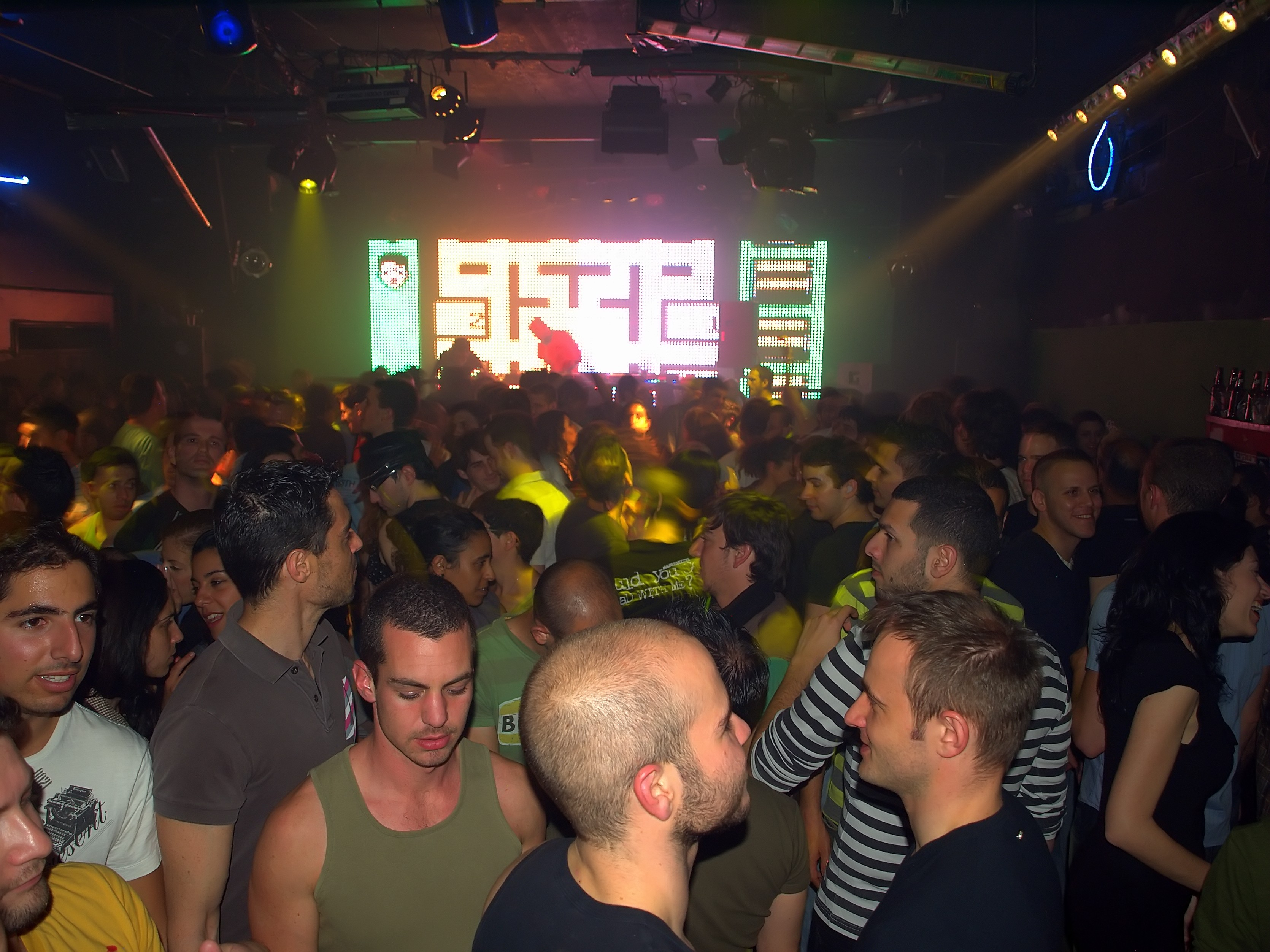
Гей-клуби і гей-бари – частина гомосексуальної субкультури

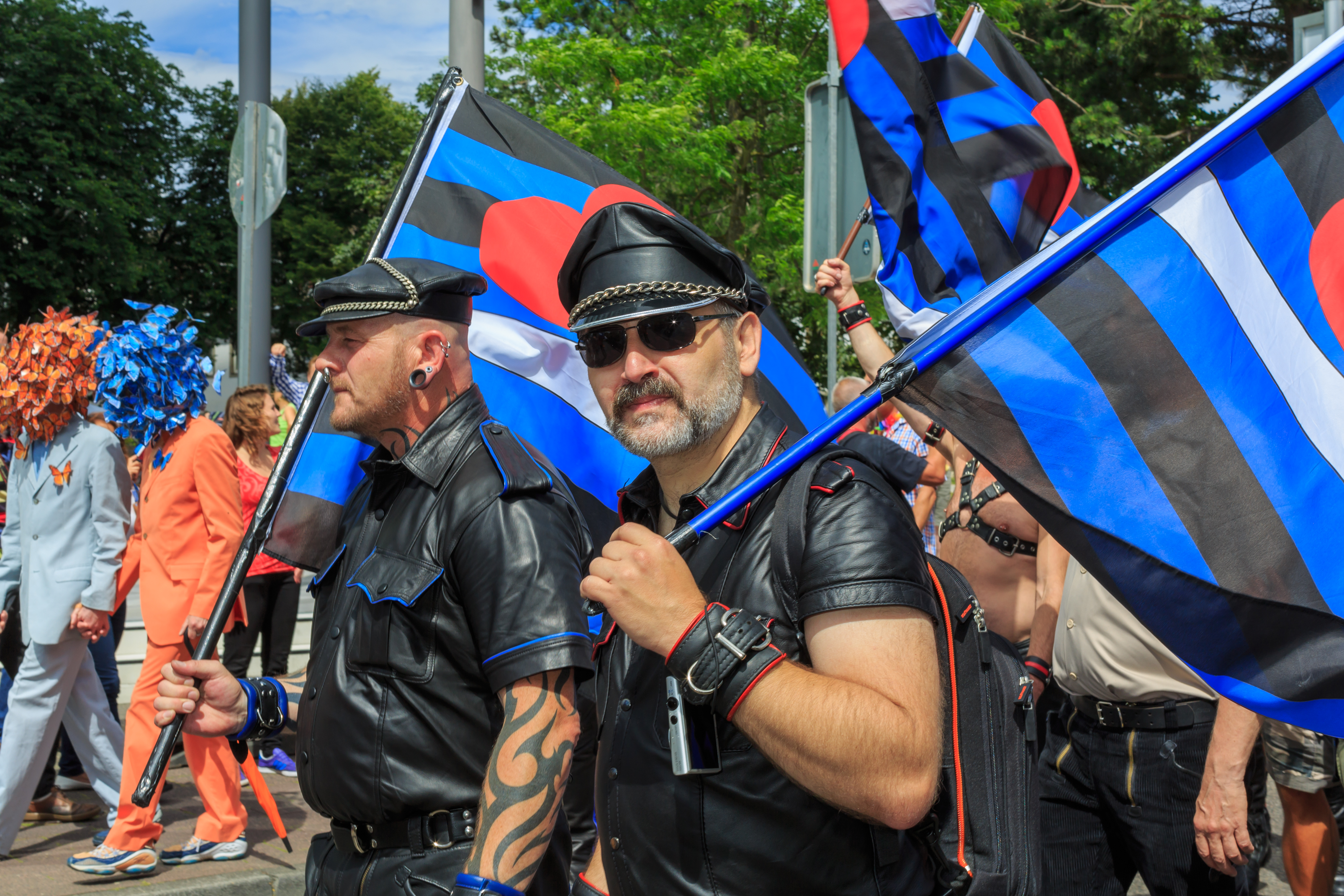
Представники «шкіряної субкультури» на гей-прайді в Кельні в 2014 році

Гомосексуальна субкультура, також гей-культура – субкультура гомосексуалів як групи людей з певним типом поведінки, манерами, потребами і бажаннями. Однією з основних цілей гомосексуальної субкультури є забезпечення способів пошуку сексуальних партнерів, а також вироблення стратегій адаптації в результаті переживання власної гомосексуальності в умовах стигматитації.

## Характеристика гомосексуальної субкультури
Гомосексуальна субкультура часто розглядається як субкультура групи осіб, що відкрито демонструють свій гомосексуальний спосіб життя часто в закритій обстановці гей-кварталів. Гомосексуальна субкультура ґрунтується на самоідентифікації її членів в якості гея або лесбійки, спільності інтересів (одностатевий секс, протистояння гомофобії), загальних артефактах (публікації, прикраси і символіка) і цінностей (сексуальне самовизначення і соціальний плюралізм). Таким чином, гомосексуальна субкультура значно вужче, ніж просто сукупність людей, що мають одностатеві сексуальні контакти або людей, які визначають себе як гомосексуали, так як не всі з них беруть участь в субкультурному житті. У той же час існують люди, які не зараховують себе до гомосексуалів, але вважають себе бісексуалами або гетеросексуалами (особливо чоловіки, які займаються проституцією), в тій чи іншій мірі залучені в гомосексуальну субкультуру.
Разом з тим, узагальнене поняття «гомосексуальної субкультури» вельми проблематично через велику різнорідність гей-спільноти, особливо щодо їх цінностей, інтересів і ставлення до суспільства «більшості». З цієї причини має сенс говорити про гей-субкультуру як про сукупність кількох субсубкультур: «шкіряної субкультури», трансвеститів, колл-боїв, завсідників гей-барів, любителів опер тощо.  Те, що прийнято позначати ЛГБТ-культурою, може бути дуже різним, тому багато гомосексуалів не можуть ідентифікувати себе з будь-якою ЛГБТ-культурою.

## Взаємовідносини гомосексуальності і субкультури
Наукові дослідження, які вивчають явище гомосексуальності, підкреслюють відмінність таких понять, як гомосексуальна поведінка, гомосексуальна ідентичність і гомосексуальна соціальна роль. Дослідження показують, що гомосексуальна поведінка не має на увазі гомосексуальної ідентичності, а прояви гомосексуальної орієнтації можуть значно варіюватися, тому спроби визначення якоїсь уніфікованої гомосексуальної моделі поведінки приречені на невдачу. Проте гомосексуали з великою ймовірністю є членами гомосексуальної субкультури, і чим довше людина є членом субкультури, тим сильніше він засвоює її цінності.
Психолог Курт Візендангер зазначає, що своя субкультура служить для гомосексуальних людей формою захисту від дискримінації, де вони не повинні ховатися від суспільства, яке саме сприяє витісненню гомосексуальних людей в субкультуру. Також автор пише, що термін «гомосексуальна субкультура» в суспільстві часто пов'язується з образом сексуально-залежних людей з анонімними сексуальними контактами і стереотипною поведінкою. Разом з тим, він говорить про те, що деякі геї і лесбійки свідомо показують захисну провокативну поведінку по відношенню до суспільства, що дискримінує їх .
Цієї ж точки зору дотримується психолог |Удо Раухфляйш, який говорить про те, що гомосексуальна субкультура, також як і будь-яка інша субкультура взагалі, з одного боку дає геям і лесбійкам деяке почуття захищеності, а з іншого – нагадує їм про приналежність до меншин. Однак Раухфляйш зауважує, що прихильність субкультури має і негативні сторони, що пов'язано з конформним тиском на його членів. Проте, гомосексуальна субкультура і сьогодні притягує гомосексуалів через відсутність у них рівних з гетеросексуалами можливостей проведення вільного часу і пошуку контактів в загальних закладах (барах, дискотеках, ресторанах тощо) без страху дискримінації або інших «репресій». Крім того, він також зазначає, що провокативна поведінка багатьох геїв і лесбійок, що демонструється в субкультурі, часто не відповідає їх внутрішньому світу і є лише реакцією на дискримінацію з боку суспільства .
За сексологом Ервіном Хеберле, гомосексуали, отримавши від суспільства певний ярлик, самі засвоюють «гомосексуальний спосіб життя», інтегруючи себе в гомосексуальну субкультуру, яка пропонує їм готові життєві сценарії. При цьому вони починають відігравати певну соціальну роль, яка пропонується їм суспільством на даному етапі його розвитку – роль злочинця, психічного хворого, збоченця. Нерідко вони самі починають засвоювати ту модель поведінки, яка від них очікується суспільством .

## Історія зародження гомосексуальної субкультури
Соціолог Рюдігер Лаутманн зазначає, що гомосексуальна субкультура виникла як субкультура, що забезпечує пошук сексуальних контактів і підтримання сексуальності. На його думку, протягом десятиліть гомосексуальність редукувалася лише до одностатевого сексу, що і до цього дня робить негативний вплив .
Автор Клаус Лаабс пише, що існуюче сьогодні розуміння гомосексуальності як стабільної сексуальної орієнтації і певного субкультурного стилю життя, відокремленого від «гетеросексуального світу», існує не більше 300 років. Гомосексуальна субкультура виникла в XVIII столітті в Європі в великих містах. Частиною цієї субкультури стали певні мережі контактів, бари та інші місця для зустрічей гомосексуальної публіки, особливі ритуали і сигнали для розпізнавання «своїх» і навіть своя певна ієрархія і групова солідарність. До субкультури, що зароджувалася, того часу відносилося відмежування від патріархального образу чоловіка, в зв'язку з чим поширення серед гомосексуальних чоловіків отримували, наприклад, жіночі прізвиська і манірність. При цьому дотримувався суворий поділ на «активів» і «пасивів» і копіювання традиційних чоловічої та жіночої гендерних ролей. Незважаючи на те, що гомосексуальність виявлялася і за межами цієї субкультури (наприклад, в монастирях, театрі, придворних колах), саме ця молода субкультура великих міст і поклала початок формуванню особливої гомосексуальної ідентичності і гомосексуального стилю життя .
З 1960-х років в США й інших західних країнах спостерігається загальна сексуалізація масової культури і формується громадянський рух за права ЛГБТ. На цьому тлі в великих містах виникають цілі райони з переважанням гомосексуальної публіки, з їх магазинами, нічними клубами, барами, саунами і різними суспільно-політичними організаціями (центри ЛГБТ-руху, культурні ініціативи, центри з профілактики ВІЛ/СНІД). При цьому розвиток ЛГБТ-руху робить внесок у становлення альтернативної гомосексуальної субкультури, що не обмежується більше лише одним задоволенням сексуальних потреб.